# Ипотечный банк Уругвая
Ипотечный банк Уругвая (исп. Banco Hipotecario del Uruguay), также широко известен по аббревиатуре BHU — уругвайский банк, специализирующийся на ипотечном кредитовании.

## История
Ипотечный банк Уругвая был образован как автономная компания 24 марта 1892 года при президенте Хулио Эррере-и-Обесе. Новый банк возник на базе бывшего ипотечного отдела обанкротившегося Национального банка Восточной Республики Уругвай. Первым президентом Ипотечного банка стал Хосе Мария Муньос.
Первоначально функционировал со значительным частным капиталом — банк выпустил собственные акции. Однако в 1912 году был полностью национализирован. С 24 ноября 1904 года Ипотечный банк Уругвая имеет листинг на Бирже Монтевидео.

## Деятельность
С конца 2009 года BHU выдаёт кредиты в двух формах:
- На приобретение новой или давно построенной квартиры или дома (на срок до 25 лет);
- На ремонт уже имеющегося жилья.

В июле 2017 года кредитный рейтинг BHU по версии Moody’s был изменён с «отрицательного» на «стабильный». Перспективы его долгового рейтинга по национальной шкале были «стабильными».

## Президенты
- 1892—1897 — Хосе Мария Муньос
- 1898—1911 — Антонио Мария Родригес
- 1912—1913 — Сантьяго Ривас
- 1914—1922 — Хосе Серрато
- 1923—1926 — Роман Фрейре
- 1927—1928 — Бальтасар Брум
- 1928—1929 — Эстебан Элена
- 1929—1931 — Хильберто Гарсия Сельгас
- 1932—1933 — Андрес Мартинес Труэба
- 1933—1938 — Хавьер Мендьевиль
- 1938—1942 — Орасио Рос де Охер
- 1942—1943 — Педро Косио
- 1943—1946 — Андрес Мартинес Труэба
- 1947—1948 — Агустин Маджи
- 1948—1950 — Орестес Ланса
- 1950—1951 — Диего Новоа Коуррас
- 1951—1954 — Орестес Ланса
- 1954—1955 — Анибаль Фалько
- 1955—1959 — Мануэль Родригес Корреа
- 1959—1959 — Альфредо Боуса
- 1959—1960 — Сальвадор Феррер Серра
- 1960—1963 — Карлос Эрнандес Вильднер
- 1963—1966 — Хуан Хосе Гари
- 1966—1967 — Эльвио Мартинес Роспиде
- 1967—1968 — Хуан Сильва
- 1968—1970 — Хосе Лопес Лапиц
- 1970—1973 — Рамиро Чавес
- 1973—1975 — Луис Берта
- 1975—1985 — Хулио Луонго
- 1985—1990 — Хулио Кнейт
- 1990—1995 — Педро Серсосимо
- 1995—2001 — Саломон Ноачас
- 2001—2003 — Ариэль Лаусарот
- 2003—2005 — Грасьела Перес Монтеро
- 2005—2007 — Мигель Пиперно
- 2007—2008 — Педро де Ауррекоэчеа
- 2008—2011 — Хорхе Польгар
- 2011—н. в. — Ана Мария Сальверальо[6]